# Jahvon Blair
Jahvon Michael Henry-Blair (Oakville, Ontario; 27 de marzo de 1998) es un baloncestista canadiense que pertenece a la plantilla del Poitiers Basket 86 de la LNB Pro B, la segunda división del baloncesto francés. Con 1,93 metros de estatura, juega en la posición de base o escolta.

## Trayectoria deportiva

### Universidad
Jugó cuatro temporadas con los Hoyas de la Universidad de Georgetown, en las que promedió 9,5 puntos, 2,5 rebotes y 2,1 asistencias por partido. En su primera temporada fue incluido en el mejor quinteto de novatos de la Big East Conference. En su última temporada fue el mejor anotador de los Hoyas, con 15,4 puntos por partido, llevando a su equipo a su primer torneo de la NCAA desde 2015. Tras esa temporada, se declaró elegible para el draft de la NBA, renunciando al resto de su elegibilidad universitaria.

#### Estadísticas
| Año     | Equipo     | PJ  | PT | MPP  | %TC  | %3P  | %TL  | RPP | APP | ROB | TPP | PPP  |
| ------- | ---------- | --- | -- | ---- | ---- | ---- | ---- | --- | --- | --- | --- | ---- |
| 2017–18 | Georgetown | 30  | 2  | 21.5 | .332 | .322 | .857 | 2.2 | 1.7 | .4  | .0  | 9.0  |
| 2018–19 | Georgetown | 32  | 0  | 12.5 | .350 | .344 | .625 | 1.3 | 1.3 | .2  | .0  | 4.1  |
| 2019–20 | Georgetown | 31  | 12 | 26.4 | .361 | .326 | .869 | 3.1 | 2.0 | .7  | .0  | 10.8 |
| 2020–21 | Georgetown | 25  | 17 | 34.7 | .393 | .351 | .849 | 3.6 | 3.6 | .7  | .0  | 15.4 |
| Total   | Total      | 118 | 31 | 23.1 | .363 | .335 | .833 | 2.5 | 2.1 | .5  | .0  | 9.5  |

### Profesional
Tras no ser elegido en el Draft de la NBA de 2021, el 23 de agosto firmó su primer contrato profesional con el Lavrio B.C. de la A1 Ethniki, pero apenas llegó a disputar dos partidos. El 16 de enero de 2022 fichó por el KTP Basket de la Korisliiga finlandesa. Allí, jugando como titular, acabó la temporada promediando 11,3 puntos y 5,8 asistencias por partido.
El 23 de octubre de 2022 se unió a la pretemporada de los Westchester Knicks. Fue despedido el 14 de noviembre, tras disputar solo un partido.
El 13 de abril de 2023 firmó con los Niagara River Lions de la Canadian Elite Basketball League. Acabó la temporada promediando 15,2 puntos y 4,1 rebotes por partido.
En febrero de 2024 dirmó con los Ostioneros de Guaymas del Circuito de Baloncesto de la Costa del Pacífico (CIBACOPA) de cara a la temporada 2024. Llegó a disputar el partido All-Star de la competición.
El 29 de febrero de 2024 aceptó regresar a los Niagara River Lions para una segunda etapa en el club. Promedió 18,5 puntos y 4,1 rebotes por partido.
El 26 de junio de 2024 fichó por el Poitiers Basket 86 de la LNB Pro B, la segunda división del baloncesto francés. Acabó la temporada como el tercer mejor anotador de la competición, promediando 18,1 puntos por partido.

### Internacional
Representó a Canadá en el Campeonato FIBA Américas Sub-18 de 2016. Promedió 6,8 puntos y ayudó a su equipo a ganar la medalla de plata. Debutó con la absoluta en 2021, y disputó la FIBA AmeriCup de 2022, en la que promedió 13,8 puntos, 2,5 rebotes y 2,3 asistencias por partido.